# 福島市杉妻学習センター
福島市杉妻学習センター（ふくしまし すぎのめがくしゅうセンター）は、福島県福島市にある生涯学習施設である。

## 概要
福島市学習センター条例に基づき設置された学習センターの一つであり、福島市杉妻地区中央部、黒岩の一級水系阿武隈川水系濁川にほど近い箇所に位置し、福島県青少年会館が隣接する。福島市杉妻公民館として設立され、杉妻地区の住民の生涯学習の拠点として利用されてきた。

## 施設
1階
- 和室1・2
- 調理実習室

2階
- 大ホール
- 講義室
- 図書室（福島市立図書館分館）

## 沿革
- 1956年4月 - 杉妻公民館が福島市公民館（現在の福島市中央学習センター）の分館として設置される。
- 1979年3月 - 現在の建物が杉妻公民館として竣工、開館する。
- 2005年4月 - 福島市公民館条例が廃止され福島市学習センター条例が施行される。これにより福島市杉妻学習センターへ改称される。

## 開館
- 開館時間 - 午前9時～午後9時（未登録団体の専用使用は午後5時45分まで）
- 休館日 - 毎週火曜日、国民の祝日、12月29日から翌年1月3日まで

## アクセス
- JR福島駅より福島交通バスバイパス経由医大線鳥谷野扇田停留所より徒歩5分

## 周辺
- 福島県青少年会館
- 福島市立杉妻幼稚園
- ヨークベニマル南福島店
- スーパースポーツゼビオ福島南バイパス店
- 濁川
- 国道4号福島南バイパス